# Dar Certo
"Dar Certo" é o primeiro single da carreira do girl group pop brasileiro Valkyrias, presente em seu álbum de estreia "Rádio VKS". Lançada oficialmente em 17 de Setembro de 2009, a canção foi Gabriela Nader e Marcus Vinicius, trazendo uma sonoridade diferente da comumente usada no Brasil, mesclando tons de electropop com R&B. A canção recebeu críticas positivas por parte da Mix TV e MTV, sendo que alguns remixes foram produzidos por Djs como Deeplick. O single teve um desempenho razoável, entrando no Hot 100 Brasil e no Hit Parade Brasil, obtendo o melhor resultado no Top15 do Hot Dance Club Play.

## Composição e Desenvolvimento
Composta por Gabriela Nader e Marcus Vinicius,
produzida pelo DJ Deeplick, a canção explora o tema do amor platônico entre um personagem tímido, buscando conquistar a paixão de um segundo personagem descrito como alguém galante. A canção passou para os estúdios onde foi gravada inscorporada ao remix produzido pelo DJ Deeplick, com sonoridade diferente da normalmente utilizada no Brasil, explorando além do pop convencional, o R&B e elementos de Synthpop, inspirado no estilo de música americana, que havia começado a ser utilizado no Brasil pela cantora Lorena Simpson.

## Divulação e Desempenho
A canção foi lançada pelas rádios Gazeta FM, 89 FM, Band FM e Transamérica FM e em poucas semanas foi conquistando milhares rádios do País. A canção foi divulgada ainda em eventos e festivais de música, além de ser cantada na turnê Brazilian Tour, do cantor Akon em janeiro de 2010. O grupo ainda passou por programas como o Acesso MTV, da MTV, além de outros programas no Multishow e Mix TV. O single alcançou a posição trigesima quinta no Hot 100 Brasil, alcançando também a quadragésima oitava posição no Hit Parade Brasil e a décima quarta no Hot Dance Club Play.

## Recepção e Crítica
A canção recebeu críticas positivas, comparando as cantoras à grupos de sucesso como as Sugababes e as The Saturdays. A Abril Music classificou o videoclipe de Dar Certo como o video em destaque na semana em que foi lançado, frizando que é  "Difícil encontrar bons grupos femininos no Brasil" como as Valkyirias. Já a coluna da revista Contigo! comentou que "uma parceria com o já conhecido Deeplick é sucesso na certa". Ainda o site oficial do grupo Pussycat Dolls comentou sobre o estilo de música das Valkyrias: "Seu estilo muitas vezes é lembrado ao pop e R&B das garotas americanas The Pussycat Dolls, mantendo semelhanças no jeito de dançar e estilo musical".

## Videoclipe
Lançado oficialmente em 19 de Novembro de 2009, o vídeo foi diigido por Fernando Andrade, irmão do apresentador Luciano Huck, conhecido pelo vasto trabalho como diretor, como o ducumentário Coração Vagabundo de 2008 e os trabalhos realizados nos videoclipes da cantora Sandy. O vídeo, gravado na cidade de São Paulo, mostra as três garotas morando em uma grande casa sofisticada, passando para uma festa na piscina e acabando por mostra-las cantando em uma festa em uma boate. O vídeo estreou na MTV, onde alcançou a sétima posição no Top 10 MTV. Segundo o grupo a intenção do vídeoclipe era mostrar as cantoras de forma sutil.